# Neocompsa wappesi
Neocompsa wappesi là một loài bọ cánh cứng trong họ Cerambycidae.